# Mesquite (Texas)
Mesquite je město v okrese Dallas County ve státě Texas ve Spojených státech amerických. Na severu sousedí s městem Garland a na západě s městem Dallas. Je součástí souměstí Dallas-Fort Worth, přičemž leží v jeho východní části. Jde o 22. nejlidnatější město v Texasu a 185. nejlidnatější město ve Spojených státech.
K roku 2020 zde žilo 150 108 obyvatel. S celkovou rozlohou 128km² byla hustota zalidnění 1 158 obyvatel na km². Ve městě se nachází Mesquite Metro Airport. Nachází se v oblasti s vlhkým subtropickým podnebím typickým pro Velké planiny, jichž je Mesquite součástí. Leží zároveňv oblasti tzv. Tornado Alley.